# Air Nippon

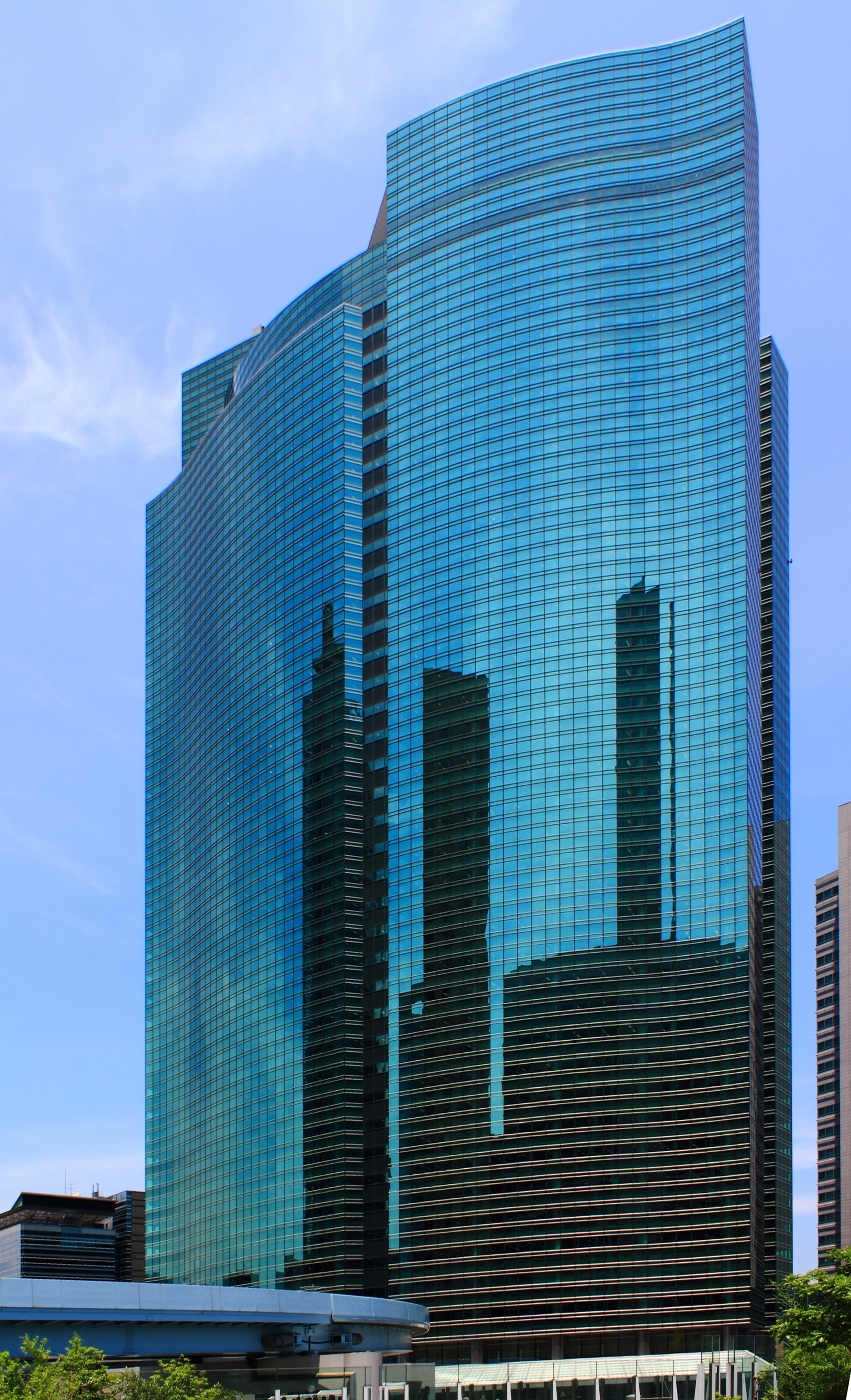
Shiodome City Center

Air Nippon (エアーニッポン株式会社 Eā Nippon Kabushiki-gaisha), là một hãng hàng không khu vực đóng ở Shiodome City Center ở Minato, Tokyo, Nhật Bản. Là một công ty con hoàn toàn thuộc sở hữu của All Nippon Airways (ANA), hãng chủ yếu hoạt động trên các tuyến ngắn và bay đến các đảo cách trở để hỗ trợ cho dịch vụ nội địa của ANA. Cơ sở chính của hãng là sân bay quốc tế Tokyo.

## Đội máy bay
Đội máy bay của Air Nippon gồm các loại máy bay sau (tháng 12 năm 2009):